# Sarah Pinsker
Sarah Pinsker ist eine amerikanische Science-Fiction- und Fantasy-Schriftstellerin. Ihr Debütroman A Song for a New Day wurde 2020 mit dem Nebula Award for Best Novel ausgezeichnet.

## Leben und Ausbildung
Pinsker wurde in New York geboren und zog mehrmals um, bevor ihre Familie sich schließlich in Kanada niederließ. Sie kehrte in die USA zurück um das Goucher College in Baltimore, Maryland zu besuchen, wo sie Geschichte studierte und heute selbst Kurse gibt.
Abseits des Schreibens hat sie mit ihrer Band Stalking Horses mehrere Alben bei Independent-Labeln veröffentlicht, und engagiert sich in den Organisationen der Science Fiction & Fantasy Writers of America und der Baltimore Science Fiction Society.

## Werk
Als Einflüsse für ihre Arbeit nannte sie Ursula K. Le Guin, Kate Wilhelm, Octavia Butler, Karen Joy Fowler, Kij Johnson und Kelly Link. Bereits in der High School begann sie erste Kurzgeschichten zu schreiben.
Sie veröffentlichte ihre Kurzgeschichten zunächst in Anthologien und Magazinen, wie Asimov’s Science Fiction, Fantasy & Science Fiction und Lightspeed.
Ihr Debütroman A Song for a New Day wurde 2019 veröffentlicht und 2020 mit dem Nebula Award for Best Novel geehrt. Der Roman folgt einem Musiker in einer Zukunft, in der Pandemien und Terroranschläge dazu geführt haben, dass öffentliche Veranstaltungen, wie Konzerte, illegal geworden sind.

## Auszeichnungen
Sarah Pinsker war insgesamt elf Mal für einen Nebula Award nominiert und gewann die Literaturpreise Hugo Award, Locus Award und den Philip K. Dick Award.

## Bibliographie

### Romane
- Sarah Pinsker: A Song for a New Day. Berkley Books, 2019, ISBN 978-1-984802-58-3 (englisch).
- Sarah Pinsker: We Are Satellites. paperback 1st Auflage. Berkley Books, 2021, ISBN 978-1-984802-60-6 (englisch).

- Sarah Pinsker: Two Truths and a Lie. ebook Auflage. Tor Books, 2020, ISBN 978-1-250-75973-3 (englisch).
- Sarah Pinsker: A Better Way of Saying. ebook Auflage. Tor Books, 2021, ISBN 978-1-250-83465-2 (englisch).

### Anthologien
- Sarah Pinsker: Sooner or Later Everything Falls into the Sea. Small Beer Press, 2019, ISBN 978-1-61873-155-5 (englisch).
- Sarah Pinsker: Lost Places: Stories. Small Beer Press, 2023, ISBN 978-1-61873-199-9 (englisch).